# Carola Smit (album)
Carola Smit is het debuutalbum van Carola Smit.

## Ontstaan
Samen met toetsenist en saxofonist Dick Plat heeft Smit Engelstalige melodieuze popsongs ingezongen. Het merendeel van de liedjes is geschreven door Plat, de overige door Joan Gannij. De productie lag in handen van Dick Plat en Piet Souer, die voor Carola ook het swingende "When The Sun Goes Down" schreef. De teksten handelen over liefde, jezelf durven zijn en de zoektocht naar geluk. De eerste single "With You (I’m In Heaven)" is een zomers, up-tempo nummer, net zoals "Free Yourself". Ook staan er ballads op, zoals de akoestische afsluiter "Burning Bridges" en "Feels Like Home", een cover van Randy Newman.

## Tracklijst
| Nr. | Titel                    | Tekst                                                  | Muziek                | Duur |
| --- | ------------------------ | ------------------------------------------------------ | --------------------- | ---- |
| 1.  | With You (I'm in Heaven) | Dick Plat, Joan Gannij                                 | Dick Plat             |      |
| 2.  | You Gave Me Something    | Dick Plat, Joan Gannij                                 | Dick Plat             |      |
| 3.  | No Matter What           | Dick Plat, Joan Gannij                                 | Dick Plat             |      |
| 4.  | Don't Give It Up         | Dick Plat, Ferry van Leeuwen, Joan Gannij, Ton Dijkman | Dick Plat             |      |
| 5.  | Happiness Comes          | Dick Plat, Robert Jansen                               | Dick Plat             |      |
| 6.  | Free Yourself            | Dick Plat, Joan Gannij                                 | Dick Plat             |      |
| 7.  | Feels Like Home          | Randy Newman                                           | Randy Newman          |      |
| 8.  | I Can Sing (I Can Dance) | Dick Plat, Joan Gannij                                 | Dick Plat, Piet Souer |      |
| 9.  | The Last Word is Goodbye | Dick Plat, Joan Gannij                                 | Dick Plat             |      |
| 10. | When the Sun Goes Down   | Mary Susan Applegate                                   | Piet Souer            |      |
| 11. | Alone in Her Own World   | Dick Plat, Joan Gannij                                 | Dick Plat             |      |
| 12. | Golden Boys              | Joan Gannij                                            | Dick Plat             |      |
| 13. | Burning Bridges          | Joan Gannij                                            | Dick Plat             |      |

## Hitnotering
Het album maakte een vliegende start door binnen te komen op 12, maar hierna zakte het album snel en al na vijf weken was hij verdwenen.
| "Carola Smit" in de Nederlandse Album Top 100 - binnen: 3 mei 2008 | "Carola Smit" in de Nederlandse Album Top 100 - binnen: 3 mei 2008 | "Carola Smit" in de Nederlandse Album Top 100 - binnen: 3 mei 2008 | "Carola Smit" in de Nederlandse Album Top 100 - binnen: 3 mei 2008 | "Carola Smit" in de Nederlandse Album Top 100 - binnen: 3 mei 2008 | "Carola Smit" in de Nederlandse Album Top 100 - binnen: 3 mei 2008 | "Carola Smit" in de Nederlandse Album Top 100 - binnen: 3 mei 2008 |
| Week                                                               | 01                                                                 | 02                                                                 | 03                                                                 | 04                                                                 | 05                                                                 | 06                                                                 |
| ------------------------------------------------------------------ | ------------------------------------------------------------------ | ------------------------------------------------------------------ | ------------------------------------------------------------------ | ------------------------------------------------------------------ | ------------------------------------------------------------------ | ------------------------------------------------------------------ |
| Nummer                                                             | 12                                                                 | 32                                                                 | 42                                                                 | 71                                                                 | 88                                                                 | uit                                                                |